# بانات

موقعیت بنات (سبز تیره) در اروپا (کشورهای درگیر از نظر جغرافیایی سبز روشن)

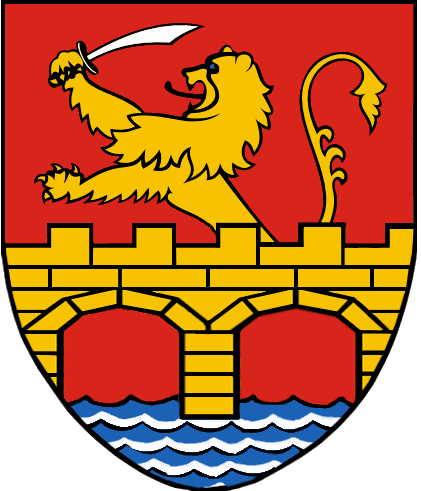
نشان جدید بنات

بانات یا بنات (به انگلیسی: Banat) یک منطقه جغرافیایی و تاریخی در اروپای مرکزی است که در حال حاضر میان سه کشور تقسیم شده‌است: بخش شرقی آن در غرب رومانی (شامل شهرستان‌های تیمیش، کاراش-سورین، آراد، جنوب ماروش و بخش غربی مهدینتسی)؛ بخش غربی آن در شمال شرقی صربستان (عمدتاً شامل وویوودینا به جز یک بخش کوچک از جمله منطقه بلگراد)؛ و بخش شمالی آن در جنوب شرقی مجارستان (چونگراد) قرار دارد.
مردم منطقه بنات از اقوام مختلفی چون رومانیایی‌ها، صرب‌ها، مجارها، کولی‌ها، آلمانی‌ها، کارشوانی‌ها، اوکراینی‌ها، اسلواک‌ها، بلغارها، چک‌ها، کرووات‌ها، یهودیان و دیگر اقوام تشکیل شده‌است.

## جمعیت
جمعیت منطقه بانات در دوره‌های زمانی مختلف:
| سال  | جمعیت     |
| ---- | --------- |
| ۱۷۱۷ | ۸۵٬۱۶۶    |
| ۱۷۴۳ | ۱۲۵٬۰۰۰   |
| ۱۷۵۳ | ۲۱۰٬۹۹۲   |
| ۱۷۷۴ | ۳۷۵٬۷۴۰   |
| ۱۷۹۷ | ۶۶۷٬۹۱۲   |
| ۱۹۰۰ | ۱٬۴۳۱٬۳۲۹ |
| ۱۹۱۰ | ۱٬۵۸۲٬۱۳۳ |

## شهرها
شهرهای مهم منطقه بانات و جمعیت آن‌ها به این شرح هستند:
رومانی
- تیمیشوارا (۳۱۷٬۶۶۰ نفر)
- رشیتسا (۸۳٬۹۸۵ نفر)
- لوگوژ (۴۴٬۵۷۱ نفر)
- کرنسبش (۳۱٬۱۹۹ نفر)

صربستان
- زرنجانین (۷۶٬۵۱۱ نفر)
- پانچفو (۷۶٬۲۰۳ نفر)
- کیکیندا (۳۸٬۰۶۵ نفر)
- فرشاس (۳۵٫۱۹۰ نفر)

صربستان (منطقه شهر بلگراد)
- بورچا (۳۶٫۰۴۴ نفر)

## نگارخانه

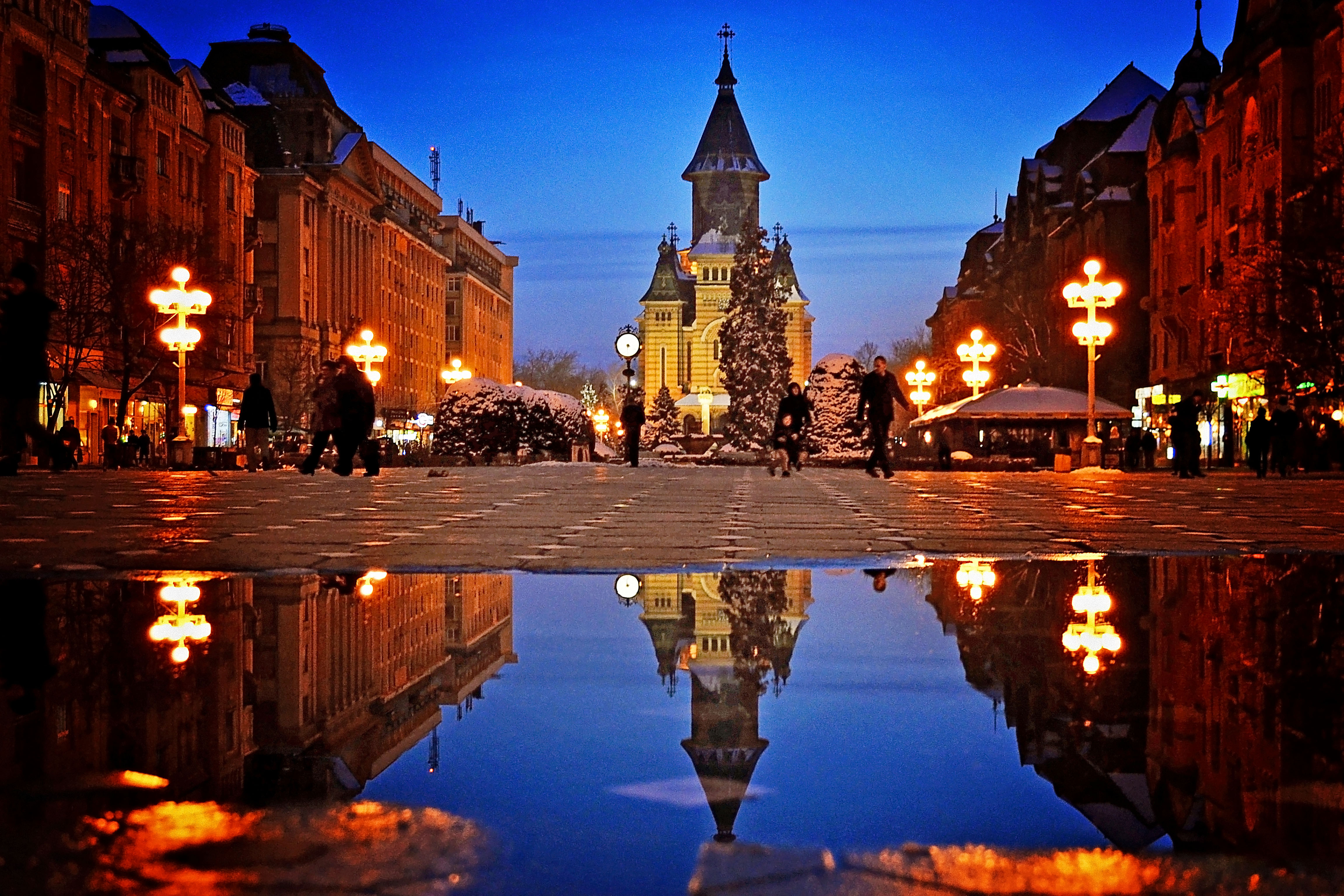
تیمیشوارا
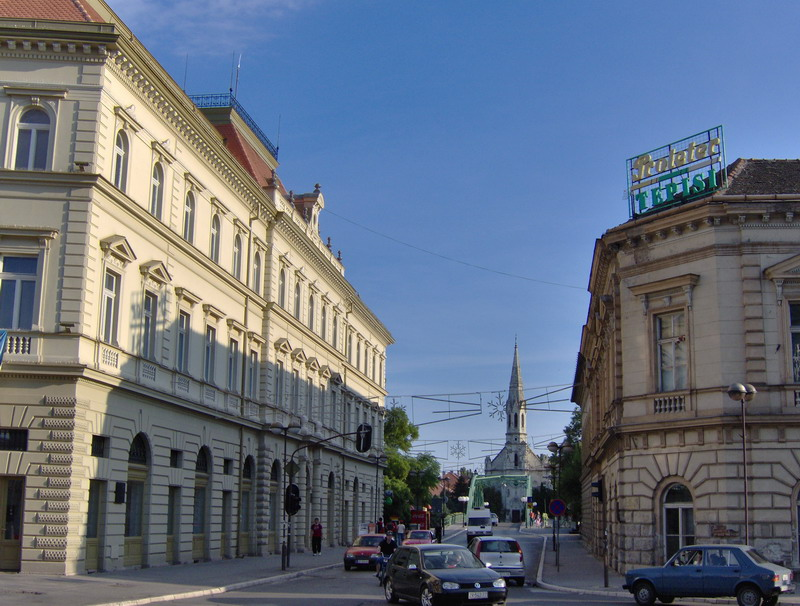
زرنجانین
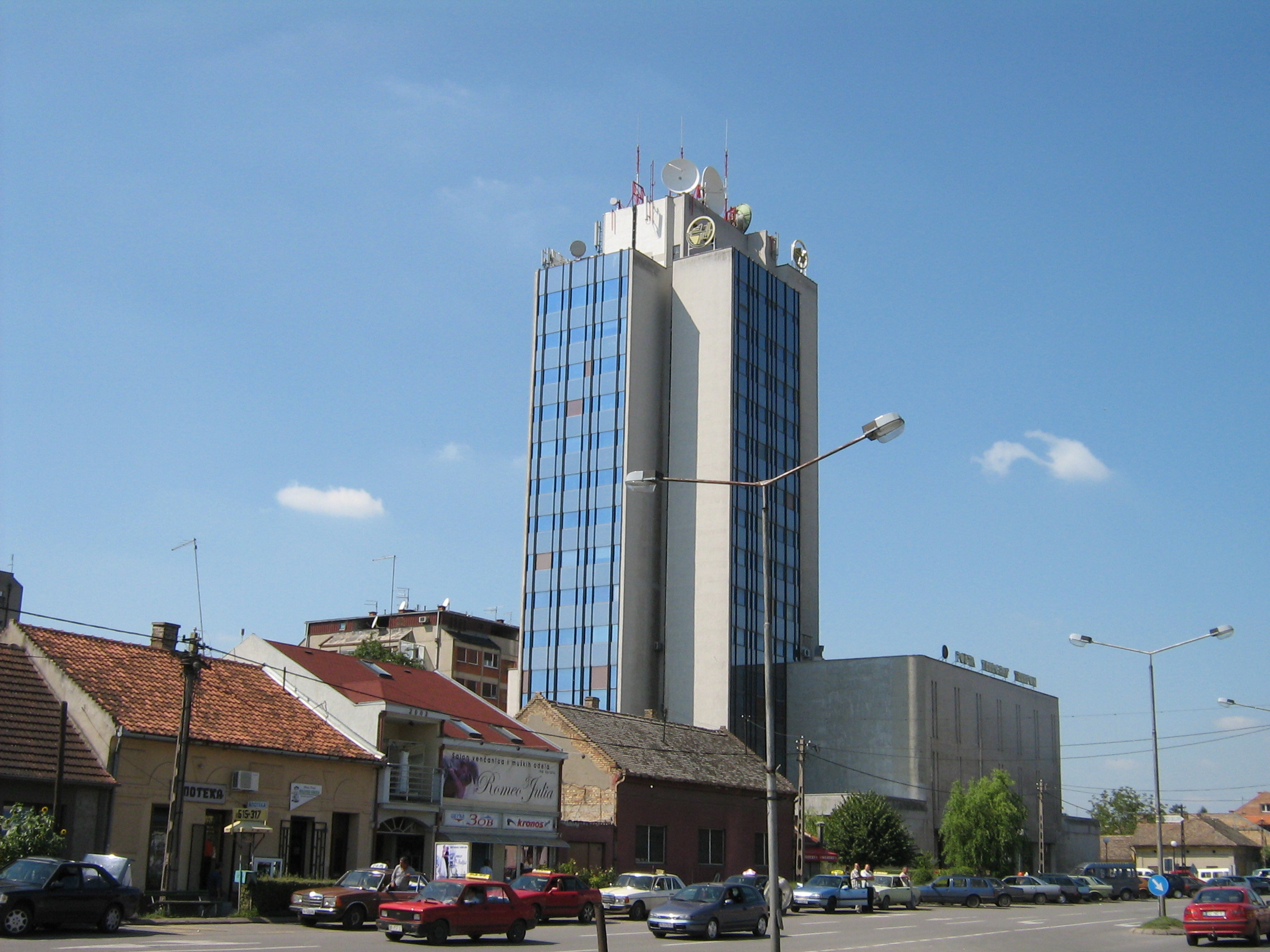
پانچفو
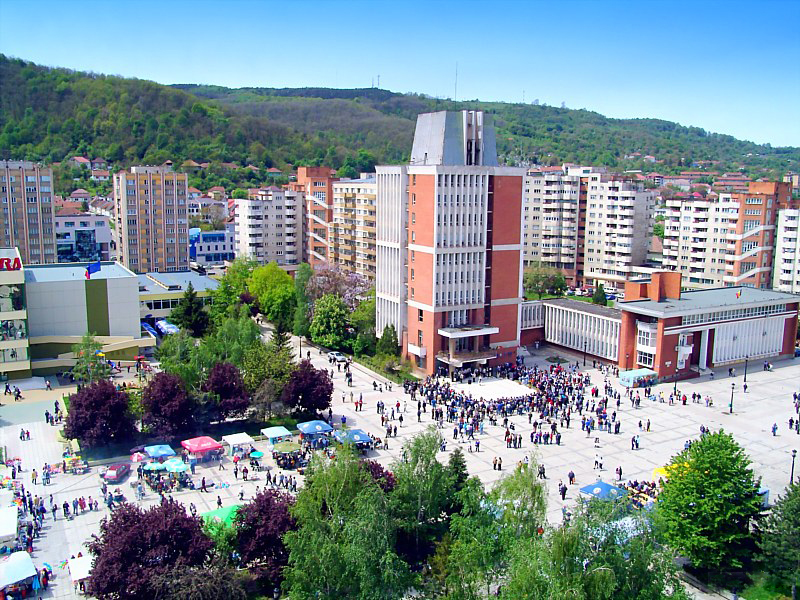
رشیتسا
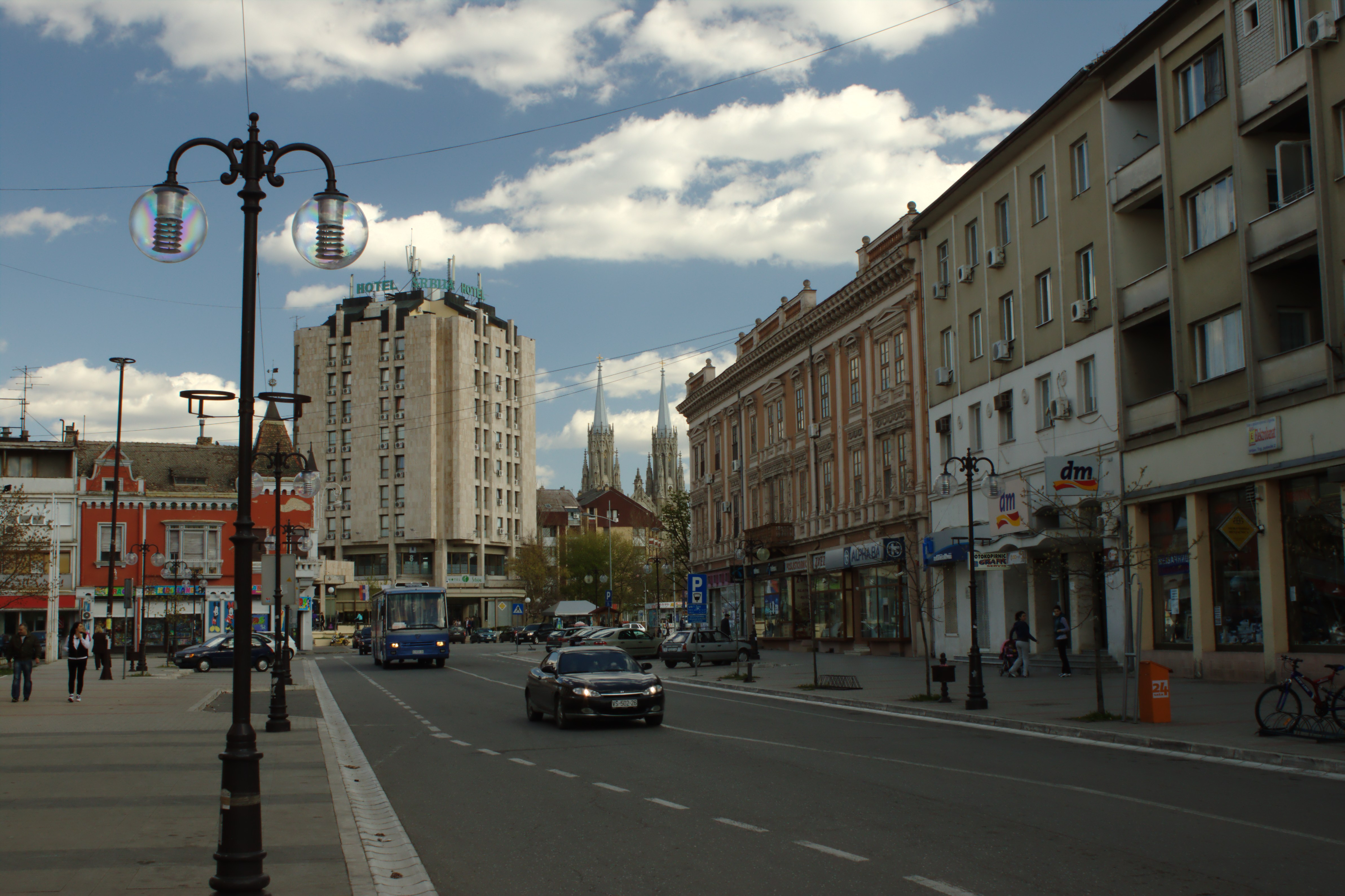
فرشاس
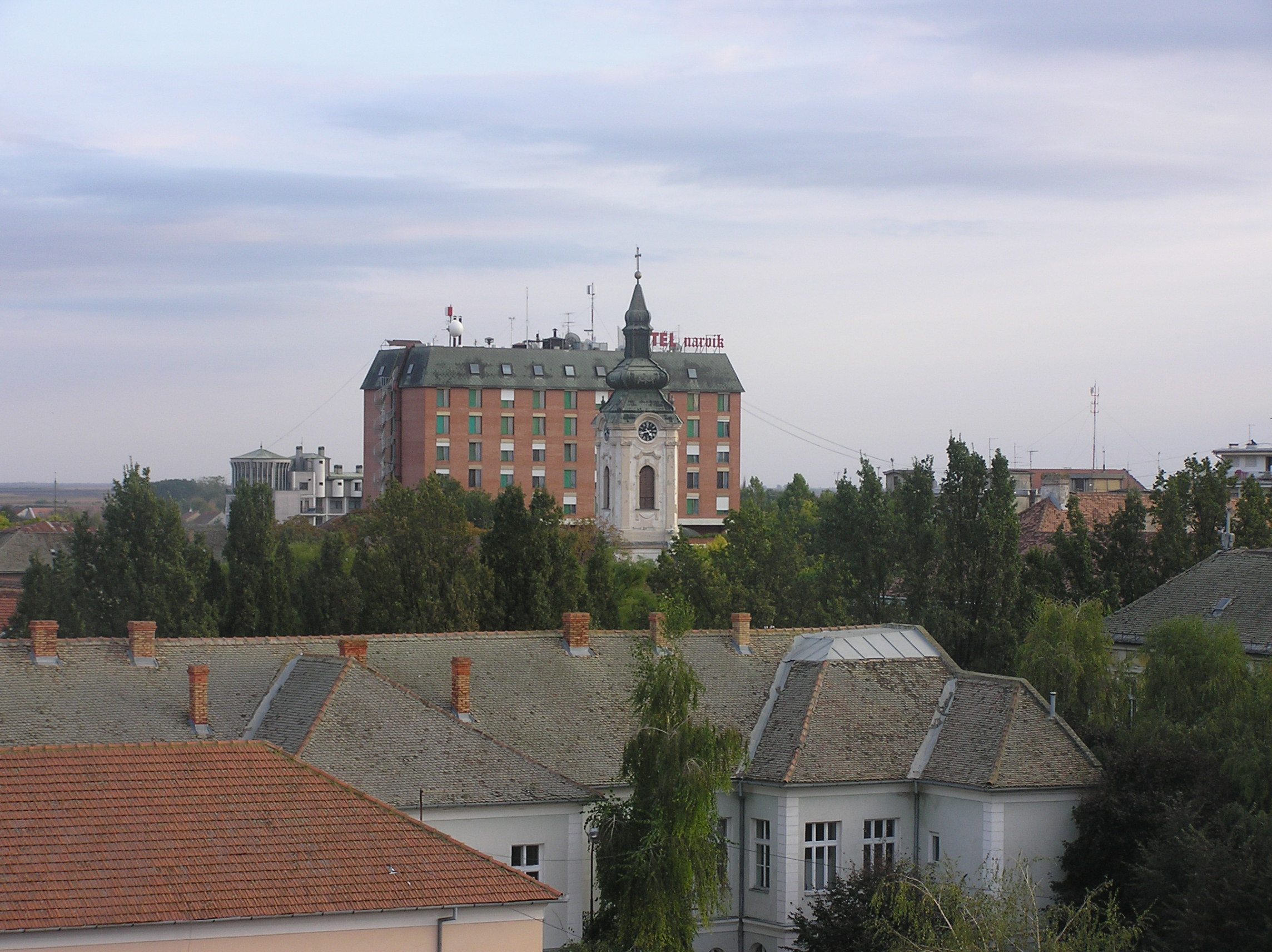
کیکیندا
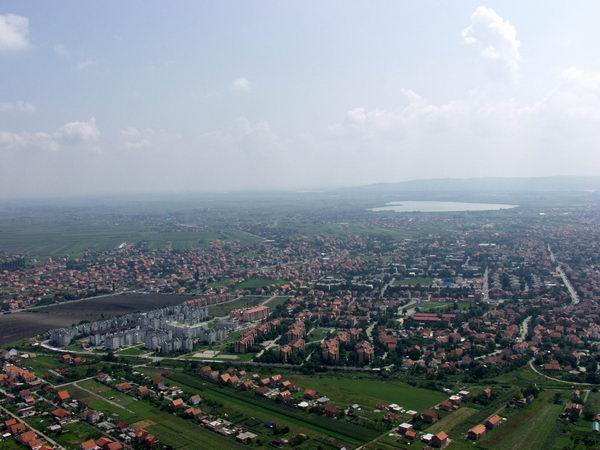
بورچا
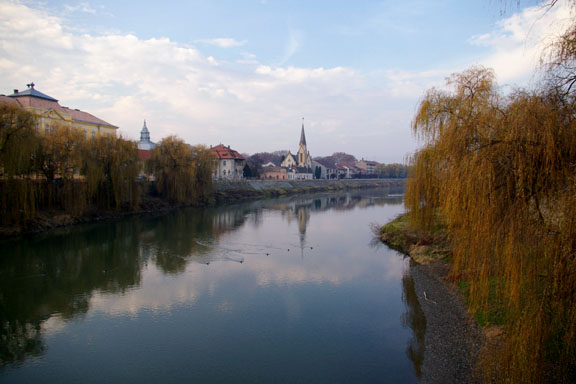
لوگوژ
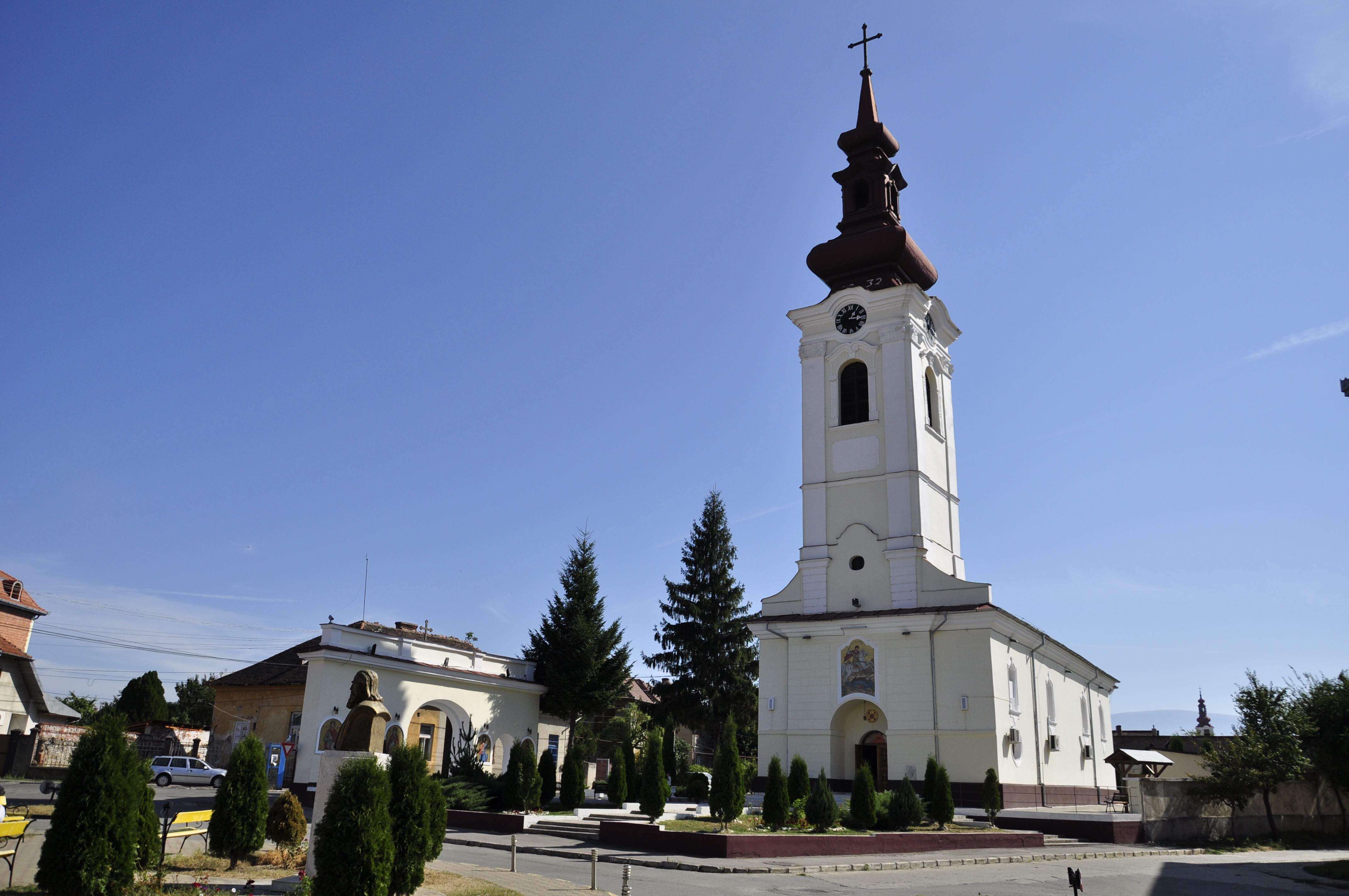
کرنسبش